# Mundialito de Clubes 2017
Der Mundialito de Clubes (auf Deutsch „Kleine Weltmeisterschaft der Vereine“) ist ein Beachsoccer-Turnier für Klubs. Das Turnier fand vom 14. bis 17. Dezember 2017 statt. Es wurde vom FIFA-Partner Beach Soccer Worldwide (BSWW) in Vargem Grande Paulista (São Paulo) in Brasilien zum fünften Mal ausgerichtet.

## Teilnehmer
Es nahmen 8 Mannschaften teil:
| - Lokomotive Moskau (Sieger) - Pars Jonoubi (Zweiter) - CR Flamengo (Dritter) - SC Corinthians (Vierter) | - Botafogo FR - UD Levante - Sporting Lissabon - Rosario Central |

## Kader
| Anailton Alcántara (TW)     | Botafogo FR       | Balinha                      |
| Paulinho                    | Botafogo FR       | Bernardo Botelho             |
| Elinton Andrade (TW)        | Botafogo FR       | Dani                         |
| Lucas Calmon                | Botafogo FR       | Igor Rangel                  |
| Vinicius Guedes             | Botafogo FR       | Gabriel Novaes               |
| Junior Paulo Gil            | Botafogo FR       | Jefferson Sobreira           |
| Leandro Brito (TW)          | SC Corinthians    | José Wesley Da Silva (TW)    |
| Andrezinho                  | SC Corinthians    | Artur Paporotnyi             |
| Fred                        | SC Corinthians    | Anderson Dias Lima           |
| Daniel Nogueira Lima        | SC Corinthians    | Leo Martins                  |
| Pedro Moran                 | SC Corinthians    | Everaldo Santos Souza        |
| Dmitry Shishin              | SC Corinthians    | Joao Carlos Silva de Santana |
| Willian F. de Oliveira (TW) | CR Flamengo       | Jeison Escobar (TW)          |
| Marcelo Bueno               | CR Flamengo       | Antonio Damasio              |
| Takasuke Goto               | CR Flamengo       | Andre Portela da Silva       |
| Deiwerson Oureza            | CR Flamengo       | Anderson Wesley              |
| Benjamin Jr.                | CR Flamengo       | Michel Nascimento            |
| Augusto Matheus             | CR Flamengo       | Thanger Nascimento           |
| Christian Biermann          | UD Levante        | Víctor Viala (TW)            |
| Adrian Frutos Garcia        | UD Levante        | Pablo Perez                  |
| Antonio Aceiton del Haro    | UD Levante        | Iván Latorre Pitarch         |
| Antonio Mayor               | UD Levante        | José Miralles Martínez       |
| Elliot Mounoud (TW)         | UD Levante        | Enrique Moratal              |
| Christian Torres            | UD Levante        | Javi Torres                  |
| Aleksey Makarov             | Lokomotive Moskau | Anton Shkarin                |
| Ilya Leonov                 | Lokomotive Moskau | Maxim Chuzhkov (TW)          |
| Maksim Rogovskii (TW)       | Lokomotive Moskau | Llorenç Gomez                |
| Boris Nikonorov             | Lokomotive Moskau | Nelito                       |
| Dejan Stankovic             | Lokomotive Moskau | Ozu Moreira                  |
| Be Martins                  | Lokomotive Moskau |                              |
| Hamid Behzadpour (TW)       | Pars Jonoubi      | Mostafa Kiani                |
| Amir Akbari                 | Pars Jonoubi      | Arash Karami                 |
| Farid Boulokbashi           | Pars Jonoubi      | Hamidreza Mihandoust         |
| Moslem Mesigar              | Pars Jonoubi      | Mohammadjavad Khosravi (TW)  |
| Thyago Pimenta              | Pars Jonoubi      | Pedro Gomides                |
| Ali Mirshekari              | Pars Jonoubi      | Mohammad Masoumizadeh        |
| Angelo Agustini             | Rosario Central   | Sebastian Azimonti (TW)      |
| Pampero                     | Rosario Central   | Luciano Donato               |
| Leandro Camilatti           | Rosario Central   | Luis Alberto Quinta Acuña    |
| Cristian Cuevas             | Rosario Central   | Hugo Luis Longo              |
| Milton Jaimes               | Rosario Central   | Sebastian Navarro (TW)       |
| Maximiliano Ponzetti        | Rosario Central   | Nahuel Gigena                |
| Madjer                      | Sporting Lissabon | Tiago Petrony (TW)           |
| Ricardo Baptista            | Sporting Lissabon | Duarte Vivo                  |
| Mathew Santos               | Sporting Lissabon | Tiago Batalha                |
| Jordan Santos               | Sporting Lissabon | Zé Maria                     |
| Paulinho                    | Sporting Lissabon | Wanderson Antonio (TW)       |
| Alan Santos                 | Sporting Lissabon | Eudin                        |

### Auszeichnungen
Im Anschluss an das Turnier wurden die besten Spieler ausgezeichnet. Dieses waren:
- Torschützenkönig:  Igor Rangel (7 Tore) (Botafogo FR)
- Bester Spieler:  Nelito (Lokomotive Moskau)
- Bester Torhüter:  Maxim Chuzhkov (Lokomotive Moskau)

## Gruppenspiele

### Gruppe A
| Pl. | Verein            | Sp. | S | U | N | Tore    | Diff. | Punkte |
| --- | ----------------- | --- | - | - | - | ------- | ----- | ------ |
| 1.  | Lokomotive Moskau | 3   | 3 | 0 | 0 | 020:140 | +6    | 09     |
| 2.  | SC Corinthians    | 3   | 2 | 0 | 1 | 010:100 | ±0    | 06     |
| 3.  | Botafogo FR       | 3   | 1 | 0 | 2 | 011:160 | −5    | 03     |
| 4.  | Sporting Lissabon | 3   | 0 | 0 | 3 | 006:150 | −9    | 0      |

| Spiel | Datum        | Mannschaft 1      | Ergebnis            | Mannschaft 2      |
| ----- | ------------ | ----------------- | ------------------- | ----------------- |
| 1     | 14. Dezember | Lokomotive Moskau | 6:1 (2:0, 3:0, 1:1) | Sporting Lissabon |
| 2     | 14. Dezember | SC Corinthians    | 4:3 (1:0, 2:1, 1:2) | Botafogo FR       |
| 3     | 15. Dezember | Botafogo FR       | 2:9 (0:3, 0:3, 2:3) | Lokomotive Moskau |
| 4     | 15. Dezember | SC Corinthians    | 3:2 (0:1, 1:0, 2:1) | Sporting Lissabon |
| 5     | 16. Dezember | SC Corinthians    | 3:5 (0:1, 2:1, 1:3) | Lokomotive Moskau |
| 6     | 16. Dezember | Botafogo FR       | 6:3 (3:1, 1:2, 2:0) | Sporting Lissabon |

### Gruppe B
| Pl. | Verein          | Sp. | S | U | N | Tore    | Diff. | Punkte |
| --- | --------------- | --- | - | - | - | ------- | ----- | ------ |
| 1.  | Pars Jonoubi    | 3   | 2 | 0 | 1 | 020:150 | +5    | 06     |
| 2.  | CR Flamengo     | 3   | 2 | 0 | 1 | 016:900 | +7    | 06     |
| 3.  | UD Levante      | 3   | 2 | 0 | 1 | 013:130 | ±0    | 06     |
| 4.  | Rosario Central | 3   | 0 | 0 | 3 | 005:170 | −12   | 0      |

| Spiel | Datum        | Mannschaft 1    | Ergebnis            | Mannschaft 2    |
| ----- | ------------ | --------------- | ------------------- | --------------- |
| 1     | 14. Dezember | CR Flamengo     | 6:0 (6:0, 0:0, 0:0) | Rosario Central |
| 2     | 14. Dezember | UD Levante      | 7:6 (1:1, 3:3, 3:2) | Pars Jonoubi    |
| 3     | 15. Dezember | CR Flamengo     | 6:3 (0:1, 4:1, 2:1) | UD Levante      |
| 4     | 15. Dezember | Rosario Central | 4:8 (0:3, 0:4, 4:1) | Pars Jonoubi    |
| 5     | 16. Dezember | CR Flamengo     | 4:6 (1:2, 0:2, 3:2) | Pars Jonoubi    |
| 6     | 16. Dezember | Rosario Central | 1:3 (3:2, 3:3, 2:1) | UD Levante      |

## Finalspiele

### Spiel um Platz sieben
| Paarung  | Sporting Lissabon – Rosario Central |
| Ergebnis | 4:5 (n. V.) (1:1, 3:2, 0:2) |
| Datum    | 17. Dezember 2017 um 8:30 Uhr |
| Stadion  | Vargem Grande Paulista, São Paulo |
| Tore     | 0:1 5′ (Penalty) Jaimes 1:1 12′ Duarte 1:2 14′ Agustini 1:3 18′ Quinta 2:3 19′ J. Santos 3:3 22′ J. Santos 4:3 24′ Duarte 4:4 29′ Donato 4:5 34′ Agustini |

### Spiel um Platz fünf
| Paarung  | Botafogo FR – UD Levante |
| Ergebnis | 4:4 (1:1, 2:1, 1:2) (1:3 i. P.) |
| Datum    | 17. Dezember 2017 um 9:45 Uhr |
| Stadion  | Vargem Grande Paulista, São Paulo |
| Tore     | 1:0 3′ Calmon 1:1 3′ J. Torres 1:2 15′ J. Torres 2:2 22′ Igor 3:2 24′ (Penalty) Igor 3:3 26′ Mayor 4:3 29′ Gil 4:4 31′ (Penalty) Perez Elfmeterschießen: 0:1 Mayor – 1:1 Igor 1:2 Frutos – 1:2 Gil 1:3 Perez |

### Spiel um Platz drei
| Paarung  | SC Corinthians – CR Flamengo                                                           |
| Ergebnis | 3:2 (1:0, 1:2, 1:0)                                                                    |
| Datum    | 17. Dezember 2017 um 11:15 Uhr                                                         |
| Stadion  | Vargem Grande Paulista, São Paulo                                                      |
| Tore     | 1:0 10′ Shishin 1:1 15′ Portela 2:1 18′ Paporotnyi 2:2 19′ Anderson 3:2 25′ Paporotnyi |

### Finale
| Lokomotive Moskau                                                    | Lokomotive Moskau                                                                                              | Pars Jonoubi                                                                                                   | Pars Jonoubi |
| -------------------------------------------------------------------- | --- | --- | ------------ |
| Lokomotive Moskau                                                    | \| 17. Dezember 2017 um 12:30 Uhr in São Paulo (Vargem Grande Paulista) \| \| Ergebnis: 5:4 (3:0, 2:3, 0:1) \| | \| 17. Dezember 2017 um 12:30 Uhr in São Paulo (Vargem Grande Paulista) \| \| Ergebnis: 5:4 (3:0, 2:3, 0:1) \| | Pars Jonoubi |
| Lokomotive Moskau                                                    | 1:0 11′ Makarov 2:0 7′ Shkarin 3:0 10′ Stankovic 4:2 17′ Ozu 5:3 19′ Nikonorov                                 | 3:1 16′ Mirshekari 3:2 17′ Kiani 4:3 18′ Akbari 5:4 28′ Mesigar                                                | Pars Jonoubi |
| 17. Dezember 2017 um 12:30 Uhr in São Paulo (Vargem Grande Paulista) | | |              |
| Ergebnis: 5:4 (3:0, 2:3, 0:1)                                        | | |              |